# 야닉 판더펠더

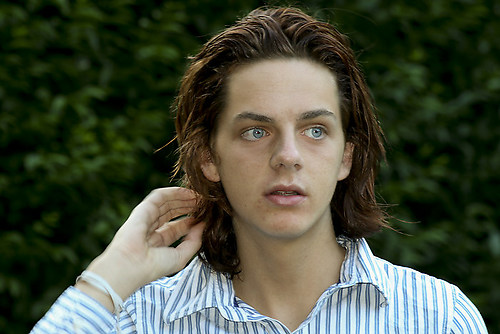

야닉 판더펠더(네덜란드어: Yannick van de Velde, 1989년 8월 15일 ~ )는 네덜란드의 배우이다.
위트레흐트에서 태어났다.

## 영화
- 페리 (2021년)
- 나의 기린 (2017년) - 라프 목소리 역
- 피사 (2016년)
- 배틀 트랩 (2016년) - 팀 반 돈겐 역
- 호미스 (2015년)
- 어 퍼펙트 맨 (2013년) - 트리스탄 역
- 왕의 편지 (2008년)
- 오렌지 유니폼 (2004년)